# Albert Pilát
Albert Pilát, né le 2 novembre 1903 à Prague et mort le 29 mai 1974 dans la même ville, est un mycologue taxonomiste tchèque. Il est particulièrement réputé pour ses travaux sur les Polypores et les Gasteromycetes européens.

## Biographie
Albert Pilát étudie à la Faculté des sciences de l'université Charles de Prague sous la direction de Josef Velenovský, qui l'oriente vers la mycologie. Durant ses études, il publie deux monographies sur la famille de Polypores des Cyphellaceae et sur celle des Stereaceae et devient assistant à l'Institut botanique de l'université. Il obtient son doctorat en 1926. À partir de 1930, il rejoint le département de botanique du Musée national de Prague d'abord comme scientifique auxiliaire puis directeur la section mycologie de 1948 à 1974. Il est président de la Société Scientifique Tchécoslovaque de Mycologie et rédacteur en chef de sa revue Česka Mykologie. Il est aussi membre de l'Académie des sciences tchécoslovaque à la chaire de biologie,.

## Travaux
Durant sa carrière, il publie 580 articles qu'il agrémente de ses photographies en noir&blanc, la plupart dans des revues spécialisées tchèques, mais également dans des revues internationales. Il publie ainsi de nombreuses monographies portant sur les Polyporaceae européens, fruit de ses travaux de 1933 à 1942, les genres Lentinus en 1946, Crepidotus en 1948 et Agaricus en 1951 , les Auriculariales et les Tremellales en 1957 ainsi que le volume sur les Gastéromycètes de la monumentale flore de Tchécoslovaquie nommée Flora ČSR en 1958 qui reçoit un écho international. Il s'intéresse également aux bolets, mais ce n'est qu'en 1974, peu avant sa mort, qu'est publiée sa monographie des Boletaceae et Gomphidiaceae tchécoslovaques. Il a également écrit plusieurs ouvrages pédagogiques populaires en mycologie et en botanique,.
Lors de ses voyages, Albert Pilát collecte des champignons dans la plupart des régions européennes, dans certaines régions asiatiques (Asie Mineure, Sibérie, République Populaire de Mongolie) et en Amérique du Nord. Ses collections sont conservées au sein de l'herbier cryptogamique du Musée national de Prague.

## Publications choisies
- 1935 : Pleurotus Fries (monographie du genre Pleurotus), Atlas des champignons de l'Europe
- 1933-1942 : Polyporaceae (monographie des Polyporaceae), Atlas des champignons de l'Europe
- 1969 : Houby Československa ve svém zivotním prostredí (Les champignons de Tchécoslovaquie dans leur environnement).

## Distinctions et hommage taxonomique
En 1969, Albert Pilát est honoré par le président de la République socialiste tchécoslovaque de la médaille du travail ainsi que par l'Académie hongroise des sciences de la médaille Clusius.
Le genre Pilatia, de la famille des Hyaloscyphaceae, est un hommage taxonomique rendu à Albert Pilát. Il s'agit cependant d'un taxon obsolète synonymisé avec Urceolella.